# Hotel OD-N-Aiwo

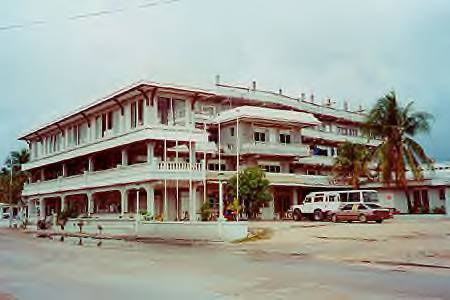
Hotel

El Hotel OD-N-Aiwo está localizado en Aiwo, en el estado de Nauru; es uno de los dos hoteles de la nación.
El hotel es un el complejo de tres a cuatro pisos es controlado en privado por una sobrina del expresidente René Harris. Esto además incluye una granja avícola.. El mobiliario son simples muebles de precio razonable, que es una ventaja para los turistas. También es favorable para familias; hay aire acondicionado, té y máquinas de café, refrigeradores, una lavandería, coches de alquiler y un servicio de taxi al
aeropuerto. Hay también un restaurante, que ofrece especialidades Orientales, Oceánicas y Nauruanas.
- Datos: Q1756445